# Струминний сепаратор

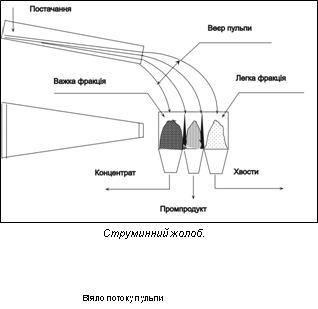

Струминний сепаратор, струминний жолоб (рос. струйный сепаратор, англ. jet separator; нім. Schwerkraftscheider m) — сепаратор для гравітаційного збагачення корисних копалин, у якому розділення компонентів різної густини відбувається в струмені рідини, що рухається тонким шаром по похилому жолобу з плоским дном та бортами, які звужуються.

## Загальний опис
Застосовується для гравітаційного збагачення зернистих матеріалів, заздалегідь відмитих від глини. В придонному шарі концентрується важка фракція, у верхньому — легка. На виході з жолоба утворюється віяло продуктів, яке розділяється на окремі продукти-потоки за допомогою спеціальних ножів (див. рис.).
Струминний жолоб має плоске днище і бокові стінки, що сходяться під деяким кутом. Найбільше розповсюджені жолоби таких розмірів: довжина 610—1200 мм, ширина біля завантажувального кінця 230 мм, біля розвантажувального — 25 мм, кут нахилу 15 — 20º.
Пульпа з великим вмістом твердого (50–60 % за масою) завантажується з верхнього широкого кінця жолоба і тече до вузького розвантажувального кінця. Завдяки звуженню жолоба висота потоку збільшується від 1,5–2 мм біля завантажувального кінця до 7–12 мм біля розвантажувального. Середня швидкість руху пульпи струминним жолобом залежить від об'ємної продуктивності і знаходиться в межах 0,3–1 м/с, при цьому характер руху пульпи змінюється від ламінарного на початку жолоба до турбулентного в його кінці.
Через високий вміст твердого в живленні основним процесом, що визначає розділення частинок, є сегрегація. Вона доповнюється процесом захоплення частинок турбулентними вихорами, які піднімають крупні легкі частинки, що розташовані в придонному шарі зверху, а також виносять з придонного шару частинки малої гідравлічної крупності. В результаті взаємодії цих процесів в кінці жолоба в нижніх шарах розташовуються частинки великої густини, а в верхніх — малої. Тому середня швидкість руху важких частинок менша середньої швидкості руху легких. Дрібні частинки (менше 0,05 мм для мінералів густиною 2,6 — 2,7 т/м3) захоплюються турбулентним потоком і рівномірно розподіляються по висоті потоку, тому такі частинки погано збагачуються на струминних жолобах.
Днище розвантажувального кінця жолоба закруглене, внаслідок чого нижні шари потоку, що мають невелику швидкість, відхиляються вниз, а верхні з більшою швидкістю руху — по інерції спрямовуються вперед. Установка роздільників дозволяє розсікти потік на окремі струминки з різним вмістом важких мінералів (концентрат, промпродукт, відходи).
Переваги струминних жолобів перед іншими апаратами гравітаційного збагачення полягають у високій питомій продуктивності, низьких капітальних витратах і відсутності рухомих вузлів.
Недоліки струминних жолобів — малий ступінь концентрації, можливість обробки тільки густої вихідної пульпи, різке погіршення показників роботи при коливаннях обсягу і густини живлення.
Принцип гравітаційного розділення в струминному жолобі покладено в основу концентратора «Кеннона», струминного концентратора Гіредмету, конусного сепаратора ВДГМК.

## Конструкції струминних апаратів
Апарати, конструкції яких основані на використанні струминних жолобів, можна розділити на дві групи:
– струминні концентратори — апарати, що складаються з набору окремих жолобів в різних компонувальних варіантах;
– конусні сепаратори — апарати, що складаються з одного або декількох конусів, кожний з яких являє собою набір радіально установлених струминних жолобів зі спільним днищем.

## Технологічні і конструктивні параметри струминних жолобів
До основних технологічних і конструктивних параметрів струминних апаратів, що впливають на ефективність їх роботи, належать характеристика живлення, а також розміри апарата, характер і стан робочої поверхні.
Технологічні параметри
Чим більше різниця в густині і формі зерен розділюваних мінералів, тим ефективніше відбувається розділення мінералів у струминних апаратах.
Сферична обкатана форма зерен легких мінералів (в пісках розсипів морського походження) і витягнута форма зерен важких мінералів сприяє кращому розділенню матеріалу.
Зниження крупності розділюваного матеріалу тягне за собою зниження продуктивності і ефективності розділення. На струминних апаратах збагачують матеріал крупністю від 0,5 до 2,5 мм.
Переробка матеріалів з різним вмістом важких мінералів вимагає коректування режимів збагачення. Тому що, чим менше вміст важкої фракції в живленні, тим менше повинен бути кут нахилу жолобів струминного апарату.
Оптимальна густина пульпи при збагаченні тонкозернистих матеріалів складає 40–45 % твердого, а при збагаченні ширококласифікованих матеріалів з високим вмістом важкої фракції — 55 — 65 %.
Продуктивність конусних сепараторів визначається залежно від крупності живлення, площі робочої поверхні верхнього конуса і відмінності в густині розділюваних мінералів. Недостатнє завантаження приводить до зменшення висоти стікаючого потоку. Дуже висока продуктивність обумовлює, з одного боку, зростання швидкості потоку і скорочення часу розшарування, а з другого, — турбулізацію потоку і надмірне перемішування шарів у розвантажувальному кінці жолоба.
Конструктивні параметри
Характер робочої поверхні помітно впливає на технологічні показники роботи струминних апаратів. Кращі результати спостерігаються при роботі з гладкими поверхнями, тому що шорсткість обумовлює додаткову турбулізацію і порушення процесу розділення. Найвищі показники одержують на поверхнях зі склопластику, вініпласту, алюмінієвих сплавів, найнижчі — на дешевших чавунних поверхнях. Тому частіше застосовують чавунні поверхні футеровані пластиком.
Співвідношення ширини завантажувального і розвантажувального кінців жолоба звичайно коливається від 1:0,06 до 1:0,12. Одержання вузького розвантаження пояснюється бажанням мати широке віяло продуктів і, отже, більш чітко розділити потік. Але при цьому розвивається турбулентність, яка порушує процес розшарування. Широкий розвантажувальний кінець мають жолоби для збагачення грубозернистих матеріалів і при великій продуктивності апарату.
Кут нахилу жолоба впливає на швидкість руху матеріалу. Він вибирається таким чином, щоб швидкість потоку була мінімальною, але достатньою для запобігання замулювання робочої поверхні. Для матеріалів крупністю до 2 мм кут нахилу жолоба звичайно складає 15 — 20º. Відхилення від оптимального на 1 — 2º в той або інший бік на результатах розділення практично не позначається.

## Застосування
Струминні жолоби застосовують при збагаченні пісків розсипних родовищ, в яких корисні мінерали представлені дрібними вільними частинками, що суттєво відрізняються за густиною від частинок породи. Їх застосовують також на залізорудних збагачувальних фабриках і деяких фабриках, що переробляють корінні руди олова і рідкісних металів. На струминних жолобах, як правило, одержують чорнові концентрати.
Основна галузь застосування струминних апаратів — переробка мінеральних пісків. Але вони можуть бути встановлені й для уловлювання тонких важких частинок в основних і перечисних операціях, а також для вилучення низькоякісних додаткових мінеральних продуктів. Крім того, для запобігання переподрібнення і втрат вільних важких мінералів, які більш крихкі, ніж породні, струминні апарати можуть бути використані в циклах подрібнення корінних руд для своєчасного вилучення важких мінералів (напр., каситериту, вольфраміту та ін.).
Струминні сепаратори широко застосовуються для збагачення титан-цирконієвих пісків.